# 수성 SK 리더스 뷰
수성 SK 리더스 뷰(영어: Suseong SK Leader's View)는 대한민국 대구광역시 수성구 두산동에 위치한 초고층 주상복합 아파트 단지이다. 총 7개의 동과 총 788세대로 이루어져 있으며 높이는 103동과 105동이 225m로 현재 대구광역시에서 가장 높은 건물이다. 난방 방식은 개별난방이자 도시가스로 되어 있다.., 2010년에 완공 당시 대구에서 가장 높은 건물이 되었다.

## 역사
2005년에 계획을 시작하여 평당 분양가가 1000만원 이상이었다. 2006년에 분양 후 2007년에 착공하여 2010년 9월에 완공하였고 같은 해 10월에 입주가 시작되었다. 완공 후 대구광역시에서 가장 높은 건물이 되었다.

## 건물

### 구성
최고 57층, 225m이며 101동, 102동, 104동은 43층/141m, 103동, 105동은 57층/225m, 106동은 40층/131m, 107동은 36층/120m인 7개 동으로 구성되어 있다. 동마다 층수가 다르다.
| 건물  | 층수 | 높이 |
| ----- | ---- | ---- |
| 101동 | 43층 | 141m |
| 102동 | 43층 | 141m |
| 103동 | 57층 | 225m |
| 104동 | 43층 | 141m |
| 105동 | 57층 | 225m |
| 106동 | 40층 | 131m |
| 107동 | 36층 | 120m |

### 높이
완공 당시 최고 57층, 225m로 구성된 수성 SK 리더스 뷰가 대구에서 가장 높은 아파트가 되었다. 2010년에 신기록을 세웠으며 초고층 주상복합 아파트인 수성 두산위브더제니스(54층, 178m)를 제치고 대구에서 가장 높은 아파트가 되었다. 그리고 103동과 105동이 57층으로 가장 높으며 대구에는 50층 이상인 건물이 8개나 있다.

### 특징
타워형 아파트라고 불리며 최적의 환경을 자랑한다. 티센크루프의 초고속 엘리베이터가 설치되어 있고 옥상에는 헬기 착륙장이 존재한다. 야경에는 외부에 조명이 들어온다.

## 시설

### 커뮤니티 시설
헬스장, 샤워실, 에어로빅실, 골프장, 독서실, 놀이방등이 있으며 남/여 공간이 따로 분리된 취미실도 있다. 이외에도 연회장, 세미나실, 개인 스튜디오, 클럽하우스, 게임룸, 당구장, DVD룸 등이 마련되어 있다. 또 고층 아파트에 자주 적용되는 시스템인 쓰레기 이송 시스템이 적용되어 있다. 음식물 쓰레기나 다른 쓰레기를 버리러 1층까지 내려갈 필요 없이 각 층의 계단에 쓰레기 이송 시스템이 설치되어 있는 공간이 설치되어 있다.

### 내부 시설
지하 2층 ~ 지하 3층에는 지하주차장이 있고 지상 1층은 로비, 2층 ~ 5층에는 지상주차장이 있다. 7층부터 57층까지는 아파트이며 104동은 10층부터 아파트가 있다. 지상 6층(22m)에는 산책로, 공원 등이 조성되어 있다. 상가 전용 주차장과 입주민 전용 주차장이 분리되어 있는데 상가 전용 주차장은 지하 2층 ~ 지하 3층 입주민 전용 주차장은 2층 ~ 5층까지 있다. 또 각 동마다 29층에 화재 등 긴급 상황때 대피할 수 있는 피난안전구역이 위치하고 있다. 건물 꼭대기 층은 펜트하우스로 구성이 되어 있다. 상업 시설이 존재하며 아파트 상가의 지하 1층에는 대형 마트인 홈플러스가 입점해 있다.
| 층수                | 용도           |
| ------------------- | -------------- |
| 30층 ~ 57층         | 아파트         |
| 29층                | 피난안전구역   |
| 7층 ~ 28층          | 아파트         |
| 6층                 | 산책로, 공원   |
| 2층 ~ 5층           | 지상주차장     |
| 1층                 | 로비, 상업시설 |
| 지하 1층            | 홈플러스       |
| 지하 3층 ~ 지하 2층 | 지하주차장     |

## 갤러리

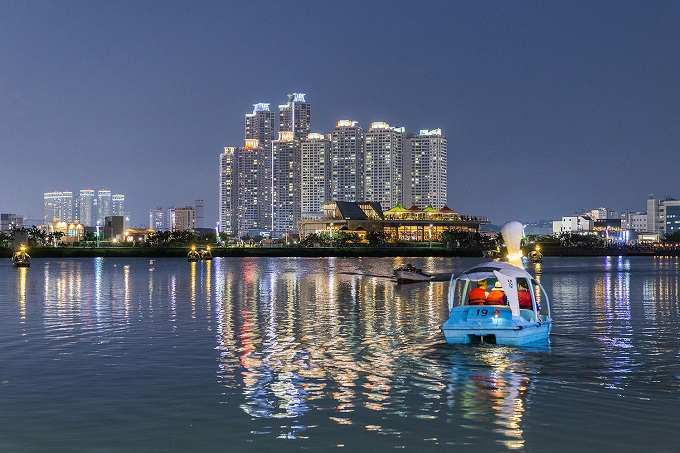
야경

## 교통
- ● 대구 도시철도 3호선 - 황금역

## 같이 보기
- SK건설
- 대한민국의 마천루 목록
- 아시아의 마천루 목록
- 대구광역시의 마천루 목록